# Silent Hill 3 Original Soundtrack
Silent Hill 3 Original Soundtrack é a trilha sonora do jogo de survival horror, Silent Hill 3. O álbum contem faixas do jogo, compostas por Akira Yamaoka. A trilha sonora foi lançada no Japão em 16 de Julho de 2003 pelo preço de ¥2,548 e número de catálogo KOLA-038. Uma versão também foi lançada nos Estados Unidos disponível apenas junto com a versão para o PlayStation 2 do jogo, e na Europa uma versão era dada de brinde para quem pré-comprasse o jogo de computador ou PlayStation 2. Estas duas últimas versões são idênticas à japonesa exceto que exclui a faixa de número 26, remixada pelo grupo sueco Interlace. A trilha sonora do jogo é destacável por ser a primeira a usar vocais de maneira notável. A maioria das faixas cantadas são executadas por Mary Elizabeth McGlynn (creditada nos encartes como Melissa Williamson). A música dos créditos finais do jogo, "Hometown", é cantada por Joe Romersa. Algumas faixas contam com um trecho falado pela personagem Claudia, dublada pela atriz Lenne Hardt.
Duas versões promocionais da trilha também foram lançadas, uma no Japão e outra nos Estados Unidos. A versão japonesa era um disco de 3 polegadas disponível apenas junto com as primeiras cópias do jogo para PlayStation 2 e vinha com duas faixas inéditas. A versão americana foi distribuída no evento Konami Gamers' Day em 2003.

## Faixas
Todas as faixas escritas e compostas por Akira Yamaoka. 
| Silent Hill 3 Original Soundtracks |                                                                                             |                                      |         |  |
| N.º                                | Título                                                                                      | Nota                                 | Duração |  |
| 1.                                 | "Lost Carol" (cantada por Mary Elizabeth McGlynn)                                           |                                      | 0:37    |  |
| 2.                                 | "You're Not Here" (cantada por Mary Elizabeth McGlynn)                                      |                                      | 3:46    |  |
| 3.                                 | "Float Up from Dream"                                                                       | parte falada por Claudia             | 1:22    |  |
| 4.                                 | "End of Small Sanctuary"                                                                    |                                      | 1:42    |  |
| 5.                                 | "Breeze - in Monochrome Night"                                                              | parte falada por Claudia             | 4:14    |  |
| 6.                                 | "Sickness Unto Foolish Death"                                                               |                                      | 3:06    |  |
| 7.                                 | "Clockwork Little Happiness"                                                                | parte falada por Claudia             | 3:24    |  |
| 8.                                 | "Please Love Me... Once More"                                                               |                                      | 1:54    |  |
| 9.                                 | "A Stray Child"                                                                             |                                      | 5:28    |  |
| 10.                                | "Innocent Moon"                                                                             |                                      | 1:38    |  |
| 11.                                | "Maternal Heart"                                                                            |                                      | 3:02    |  |
| 12.                                | "Letter - from The Lost Days" (cantada por Mary Elizabeth McGlynn)                          |                                      | 3:54    |  |
| 13.                                | "Dance With Night Wind"                                                                     | parte falada por Claudia             | 5:21    |  |
| 14.                                | "Never Forgive Me, Never Forget Me"                                                         |                                      | 2:19    |  |
| 15.                                | "Prayer"                                                                                    |                                      | 1:40    |  |
| 16.                                | "Walk on Vanity Ruins"                                                                      | parte falada por Claudia             | 2:44    |  |
| 17.                                | "I Want Love" (cantada por Mary Elizabeth McGlynn)                                          |                                      | 2:45    |  |
| 18.                                | "Heads No. 2"                                                                               |                                      | 1:13    |  |
| 19.                                | "Memory of The Waters"                                                                      |                                      | 1:46    |  |
| 20.                                | "Rain of Brass Petals"                                                                      |                                      | 3:39    |  |
| 21.                                | "Flower Crown of Poppy"                                                                     |                                      | 2:13    |  |
| 22.                                | "Sun"                                                                                       | parte falada por Claudia             | 1:47    |  |
| 23.                                | "Uneternal Sleep"                                                                           |                                      | 1:00    |  |
| 24.                                | "Hometown" (cantada por Joe Romersa)                                                        |                                      | 6:04    |  |
| 25.                                | "I Want Love (Studio Mix)" (cantada por Mary Elizabeth McGlynn)                             |                                      | 4:40    |  |
| 26.                                | "Rain of Brass Petals - Three Voices Edit (Bonus Track)" (remixado e cantado por Interlace) | Disponível apenas na versão japonesa | 5:01    |  |
| Duração total:                     | Duração total:                                                                              | Duração total:                       | 70:18   |  |

| SILENT HILL 3 Special Mini Sound Track |                                                                    |                                                                         |         |  |
| N.º                                    | Título                                                             | Nota                                                                    | Duração |  |
| 1.                                     | "You're Not Here" (cantada por Mary Elizabeth McGlynn)             |                                                                         | 3:46    |  |
| 2.                                     | "Heads No. 1 (Unreleased)"                                         | Música inédita                                                          | 3:20    |  |
| 3.                                     | "Bleeze ~ In Monochrome Night" (sem parte falada)                  | O nome "Bleeze" foi escrito no encarte apesar de o correto ser "Breeze" | 3:07    |  |
| 4.                                     | "Letter ~ From the Lost Days" (cantada por Mary Elizabeth McGlynn) |                                                                         | 3:54    |  |
| 5.                                     | "Life (Unreleased)"                                                | Música inédita                                                          | 4:55    |  |
| Duração total:                         | Duração total:                                                     | Duração total:                                                          | 19:02   |  |

| Silent Hill 3 Original Soundtrack Limited Edition |                                                                    |                         |         |  |
| N.º                                               | Título                                                             | Nota                    | Duração |  |
| 1.                                                | "You're Not Here" (cantada por Mary Elizabeth McGlynn)             |                         | 3:45    |  |
| 2.                                                | "Breeze ~ In Monochrome Night"                                     | Não contém parte falada | 3:07    |  |
| 3.                                                | "Dance with Night Wind"                                            | Não contém parte falada | 5:12    |  |
| 4.                                                | "Letter ~ From the Lost Days" (cantada por Mary Elizabeth McGlynn) |                         | 3:54    |  |
| Duração total:                                    | Duração total:                                                     | Duração total:          | 15:58   |  |